# 韓魁發
韓魁發爵士KCMG（1946年1月27日—），英國外交官，劍橋大學畢業，1967年加入外交部，1986年至1989年出任香港司司長、1996年至1998年任英國駐波蘭大使、2002年至2006年任英國駐華大使。
2006年至2012年担任剑桥大学冈维尔与凯斯学院院长 (牛剑)